# 니티둘루스쥐
니티둘루스쥐(Mus nitidulus)는 쥐과 생쥐속에 속하는 설치류의 일종이다. 미얀마 중부에서 발견되는 중간 크기의 설치류이다. 이라와디강 저지대에서 서식한다. 2007년 엷은황갈색쥐(M. cervicolor)에서 별도의 종으로 분리되었다. 약 130만년 전에 근연종으로부터 분리된 것을 추정된다. 종소명은 "날씬한"이라는 의미의 라틴어에서 유래했다.